# 5214 Oozora
5214 Oozora è un asteroide della fascia principale. Scoperto nel 1990, presenta un'orbita caratterizzata da un semiasse maggiore pari a 2,1883681 UA e da un'eccentricità di 0,1038890, inclinata di 6,06970° rispetto all'eclittica.